# Rossi Schreiber
Rossi Schreiber (* 20. Jahrhundert) ist eine deutsche Verlegerin und Übersetzerin aus München. Sie gründete den Comicverlag Schreiber & Leser.
Rossi Schreiber ist Tochter eines Lehrers und kam nach dem Abitur Ende der 1960er Jahre bei einem Aufenthalt in den Vereinigten Staaten mit den Underground Comix in Kontakt. An der Ludwig-Maximilians-Universität München studierte sie Soziologie, Psychologie und Zeitungswissenschaft und war danach Lektorin beim Econ Verlag und Herausgeberin der Reihe Kompaktwissen beim Heyne Verlag.
1981 gründete sie mit ihrem damaligen Ehemann den Comicverlag Schreiber & Leser im Olympischen Dorf in München. Angefangen mit Graphic-Novels von Milo Manara und François Schuiten kamen eine Vielzahl von Erwachsenencomics ins Programm.
Sie war auch für andere Verlage aktiv, beispielsweise als Übersetzerin von Arbeiten von Jean Giraud oder Frank Miller.
Als Übersetzerin benutzt Rossi Schreiber seit den 1980er-Jahren das Pseudonym Resel Rebiersch (Palindrom von Schreiber [&] Leser), das Eckart Sackmann erfunden hat.
2012 übertrug sie die Verlags-Arbeit an ihren Sohn Philipp Schreiber. In jenem Jahr wurde sie mit dem Max-und-Moritz-Preis für ihre Pionierarbeit als Comic-Verlegerin ausgezeichnet.